# Eberhard von Schmettow
Eberhard von Schmettow (n. 17 septembrie 1861, Halberstadt, Germania – d. 31 ianuarie 1935, Görlitz) a fost unul dintre generalii armatei Germaniei din Primul Război Mondial. A îndeplinit funcțiile de  comandant al Diviziei 9 Cavalerie, Diviziei 8 Cavalerie și Diviziei 115 Cavalerie.
A îndeplinit funcția de comandant al Corpului de Cavalerie în campania acestuia din România, din anii 1916-1917.

## Biografie
Eberhard von Schmettow provenea, ca și vărul său Egon von Schmettow din vechea familie nobiliară von Schmettow (von Schmettau) din fosta provincie germană Silezia. Părinții săi au fost contele Maximilian von Schmettow (1824-1886) și Adele Emilie Clothilde, născută Usedom (1840-1895). Ei au avut împreună cinci copii.
Eberhard von Schmettow fost căsătorit cu Agnes de Rundstedt (1870-1949). Au avut împreună cinci copii - doi băieți și trei fete: Rudolf von Schmettow (1891-1970), viitor general, Maximilian Rudolf (n. 1889), Hermy (n. 1892), Viktoria (n. 1896) și Clothilde (n. 1900).

## Cariera militară

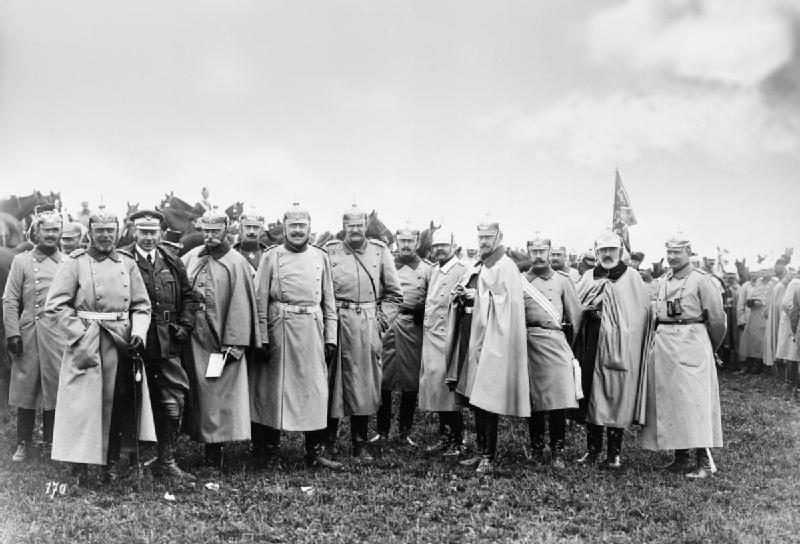
Eberhard von Schmettow (al cincilea din stânga) la manevrele imperiale din 1905

Schmettow și-a început cariera militară la 16 aprilie 1881 când a terminat școala de ofițeri. A fost repartizat cu gradul de sublocotenent la Regimentul 12 Lăncieri Gardă, Ulterior a servit ca adjutant al regimentului pentru ca în martie 1891 să fie numit adjutant al Brigăzii 4 Cavalerie Gardă. După ce a fost avansat la gradul de căpitan von Schmettow a lucrat în Statul Major General. 
După terminarea stagiului la Statul Major general a fost comandant al Escadronului 6 Husari „Împăratul Nicolae I al Rusiei” din Brandenburg. Ulterior a fost numit șef de stat major la Divizia 29. În 1901 Schmettow a fost ofițer adjutant al șefului Statului Major General al Armatei, Alfred von Schlieffen. În anul 1902 a fost desemnat să servească ca ofițer aghiotant al Împăratului Wilhelm al II-lea. Între 1906-1911 fost comandant al Regimentului 1 Cavalerie Ușoară „Marele Elector” din Breslau. În februarie 1911 a fost numit comandant al Brigăzii 5 Cavalerie din Frankfurt pe Oder, iar din 1912 a fost comandant al Brigăzii de Husari din Danzig.

## Primul Război Mondial
La mobilizarea declanșată de izbucnirea Primului Război Mondial, Schmettow a fost numit comandant al Diviziei 9 Cavalerie, pe care a comandat-o în timpul luptelor de pe frontul de vest.
În noiembrie 1914 divizia a fost mutată pe frontul de est, În compunerea Armatei 9 care a luptat inițial în Polonia. La 11 iunie 1915 a preluat comanda Diviziei 8 Cavalerie, pe care a comandat-o până la începutul lunii august 1916, când a fost numit la comanda nou înființate-i Divizii 195 Cavalerie.
După avansarea la gradul de general-locotenent, la 18 august 1916, este trimis pe frontul românesc, în campania împotriva României, fiind numit comandant al Diviziei 3 Cavalerie, de staționată în Transilvania. Această unitate s-a transformat în următoarele zile în „Corpul de cavalerie Schmettow” , prin atașarea Diviziei 1 Cavalerie austro-ungară. Ea a acționat pe timpul bătăliei de la Sibiu în flancul stâng al Armatei 9, făcând față cu succes atacurilor forțelor române.:p. 60:p. 271
Pe când asigura flancul drept al Grupului Kühne în bătălia de la Târgu Jiu, în noiembrie 1916, Grupul de cavalerie Schmettow, acum format din Diviziile 6 si 7 Cavalerie, a înainta în Muntenia spre Craiova . La inceputul lunii decembrie grupul a participat la Bătălia pentru București și, de asemenea, a luat parte la cucerirea Bucureștiului.
Comandamentul Corpului de cavalerie a fost transformat la 11 ianuarie 1917 în Comandamentul General 65 (tip corp de armată) și transferat pe frontul de vest. În aprilie 1917 Commandamentul General 65 a condus forțele Grupului Sissonne din cadrul Armatei 1 în bătălia de la Aisne. La sfârșitul lunii mai 1918, Grupul Schmettow a luat parte, în compunerea Armatei 7, la a treia bătălie de la Aisne. Pentru modul cum a luptat în Bătălia de pe Marna precum și la luptele dintre Marna și Vesle, Schmettow a fost decorat cu ordinul Pour le Mérite, cu frunze de stejar.
După armistițiul de Compiègne și-a condus rămășițele trupelor sale înapoi în Germania, după care și-a prezentat demisia, odată cu demobilizarea Comandamentului General pe care l-a condus, pe 22 februarie 1919.

## Distincții și recunoașteri
Pentru activitatea sa ca militar, Eberhard von Schmettow a fost decorat cu o serie de ordine și medalii, germane și străine:
- - Ordinul Vulturul Roșu, clasa II, cu frunze de stejar și spade, (Prussia)
- - Ordinul Coroanei, clasa II, cu spade (Prussia)
- - Ordinul Pour le Mérite, cu frunze de stejar, (Germania, 1915)
- - Ordinul Grifonului, (Marele Ducat de Meckelnburg-Schwerin)
- - Ordinul Șoimului Alb, (Marele Ducat de Saxa-Weimar-Eisenach)
- - Ordinul Coroana de Fier, clasa I, cu însemne de război, (Austria, 1915)
- - Ordinul Coroanei (Prussia, 1909)
- - Ordinul  Crucea de Fier , clasa II și clasa I, (Germania, 1914)
- - Medalia Crucea Hanseatică, (Germania, 1916)

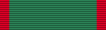

- - Cruceea Frederickcross, (Germania, 1916)